# Раїф Бадаві
Раїф Бадаві (араб. رائف بدوي, нар. 13 січня 1984, Ель-Хубар, Саудівська Аравія) — саудівський письменник, блогер, дисидент, громадський активіст. Лауреат премії імені Андрія Сахарова за свободу думки 2015 року. З 2012 року перебуває у в'язниці, 2014 року засуджений до 10 років ув'язнення, 1000 ударів батогом та штрафу за образу ісламу в Інтернеті. У березні 2022 року Бадаві вийшов з в'язниці, проте йому заборонено публікуватися та виїжджати за кордон.

## Переслідування
Раїф Бадаві є засновником кількох вебсайтів, зокрема, Saudi Liberals та Free Saudi Liberal Network, які стали платформами для дискусій на політичні та релігійні теми.
Раїф Бадаві вперше був затриманий у березні 2008 році, однак був відпущений вже через день після допиту. У 2009 році йому було заборонено покидати межі Саудівської Аравії, його банківські рахунки та рахунки його дружини були заморожені.
2012 року Раїф Бадаві був повторно затриманий поліцією через його критику релігійної політики Саудівської Аравії та за звинуваченням у віровідступництві. Звинувачення ґрунтувалися на тому, що Бадаві був засновником вебсайтів, на форумах яких обговорювався іслам та релігійні діячі.
2013 року Бадаві був засуджений до 7 років позбавлення волі та 600 ударів батогом. У 2014 році вирок було переглянуто: термін ув'язнення збільшено до 10 років, присуджено 1000 ударів батогом, які мають бути виконані протягом 20 тижнів, та штраф у розмірі 1 мільйон ріалів. Крім того, протягом 10 років з моменту виходу на свободу йому забороняється користуватися електронними засобами зв'язку та виїжджати за межі країни. Перші 50 ударів були публічно виконані біля мечеті у Джидді 9 січня 2015 року. За станом здоров'я тілесні покарання були відтерміновані, проте за повідомленнями ЗМІ їх може бути поновлено будь-якої миті.
У жовтні 2015 року Європейський парламент присудив Раїфові Бадаві премію імені Андрія Сахарова за свободу думки. Журнал Foreign Policy вніс Раїфа Бадаві до числа 100 видатних мислителів за 2015 рік.
11 березня 2022 року Раїф Бадаві вийшов з в'язниці, проте на нього накладені заборони на доступ до онлайн-медіа, спілкування з журналістами, а також виїзд за межі Саудівської Аравії задля воз'єднання з родиною.

## Особисте життя
Дитинство Раїфа Бадаві було пов'язане з містами Джидда та Ер-Ріяд; має двох рідних братів, сестру та зведеного брата.
З 2002 року одружений з Енсаф Хайдар з якою мають трьох дітей: двох дочок і сина. Після початку кримінального переслідування Раїфа родина його жінки домагалася примусового розлучення подружжя. Через погрози розправи з сім'єю Енсаф Хайдар разом із дітьми виїхала до Канади, де вони отримали політичний притулок.
Батько Раїфа та його брат відреклися від нього, визнавши його невіруючим.